# ريتشارد بيل
ريتشارد بيل (بالإنجليزية: Richard Bell)‏ هو نقابي وسياسي بريطاني، ولد في 27 نوفمبر 1859 في المملكة المتحدة، وتوفي في 1 مايو 1930 بلندن في الإمبراطورية الرومانية. حزبياً، نشط في حزب العمال والحزب الليبرالي. وقد في الانتخابات العمومية البريطانية 1900 ‏، انتخب عضو برلمان المملكة المتحدة الـ27 عن دائرة Derby (UK Parliament constituency) ‏ ( – 8 يناير 1906) وفي الانتخابات العامة في المملكة المتحدة 1906 ‏، انتخب عضو برلمان المملكة المتحدة الـ28 عن دائرة Derby (UK Parliament constituency) ‏ (12 يناير 1906 – 10 يناير 1910).